# Бам (остров)
Бам (англ. Bam) — остров в Тихом океане в составе островов Схаутена. Является территорией государства Папуа — Новая Гвинея. Административно входит в состав провинции Восточный Сепик региона Момасе.

## География
Остров Бам расположен в крайней юго-восточной части островов Схаутена. Находится примерно в 37 км к северо-востоку от устья реки Сепик. Ближайшие острова — Кадовар, который находится в 18 км к западу от Бама, а также Блуп-Блуп, расположенный в 23 км к северо-западу.
Бам — небольшой остров округлой формы, диаметр которого составляет 3 км. С точки зрения геологии, остров представляет собой стратовулкан, являющийся одним из самых активных вулканов Папуа — Новой Гвинеи. При этом значительная часть вулкана Бам погружена под воду У вулкана выделяются два пика, из которых самым высоким является северо-западный (высота — 685 м). Ширина кальдеры вулкана составляет 300 м, а глубина — 180 м. За последнее столетие на острове произошло множество вулканических извержений, последнее из которых было в 1960 году.

## История
Европейским первооткрывателем островов Схаутена, в состав которых входит остров Бам, считается испанский мореплаватель Иньиго Ортис де Ретес, который обнаружил эти острова в 1545 году. В 1616 году острова были вновь открыты, но уже голландскими путешественниками Виллемом Схаутеном и Якобом Лемером. В 1884 году Бам стал частью германского протектората в Океании. В 1914 году Бам был оккупирован австралийцами, и с 1921 года острова Схаутен находились в управлении Австралии в качестве мандата Лиги наций, а после Второй мировой войны — ООН. С 1975 года Бам является частью независимого государства Папуа — Новая Гвинея.